# Herb Stuttgartu
Herb Stuttgartu – jeden z oficjalnych symboli miasta Stuttgart.

## Historia
Pierwsza wzmianka pieczęci miejskiej Stuttgartu z herbem pochodzi z 1312 roku. Na pieczęci widniały dwa konie różnej wielkości idące w prawo. Herb Stuttgartu w wersji z jednym koniem pojawił się po raz pierwszy w 1433 roku. Pierwotne tło było białe, tło złote pojawiło się w 1699 roku. Sylwetka konia przybierała różne formy na przestrzeni lat. Herb miasta w obecnej postaci został przyjęty 11 kwietnia 1938 roku. Przedsiębiorstwo Porsche mające siedzibę i zakład produkcyjny w Stuttgarcie (od 1950 roku) zapożyczyło wizerunek herbu miasta do swojego logo umieszczając go w jego centrum.

## Wygląd i symbolika
Herb Stuttgartu jest herbem mówiącym, tj. przedstawia klacz (niem. Stute) konia barwy czarnej zwróconą w prawą stronę w złotym polu. Koń ma podniesiony ogon, rozwianą grzywę i jest pozbawiony uzdy i siodła. Takie przedstawienie zwierzęcia może symbolizować szybki rozwój miasta bądź ma nawiązywać do historii – według kronik w Stuttgarcie od X wieku prowadzono stadninę koni (Stuotgarten) dla książąt.

## Galeria

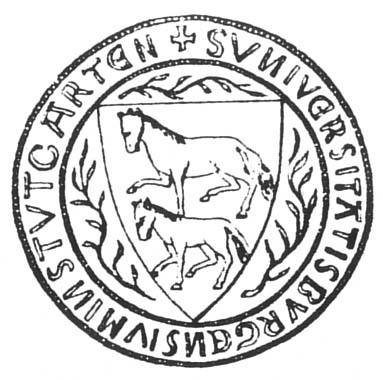
Pieczęć miejska Stuttgartu (1312)
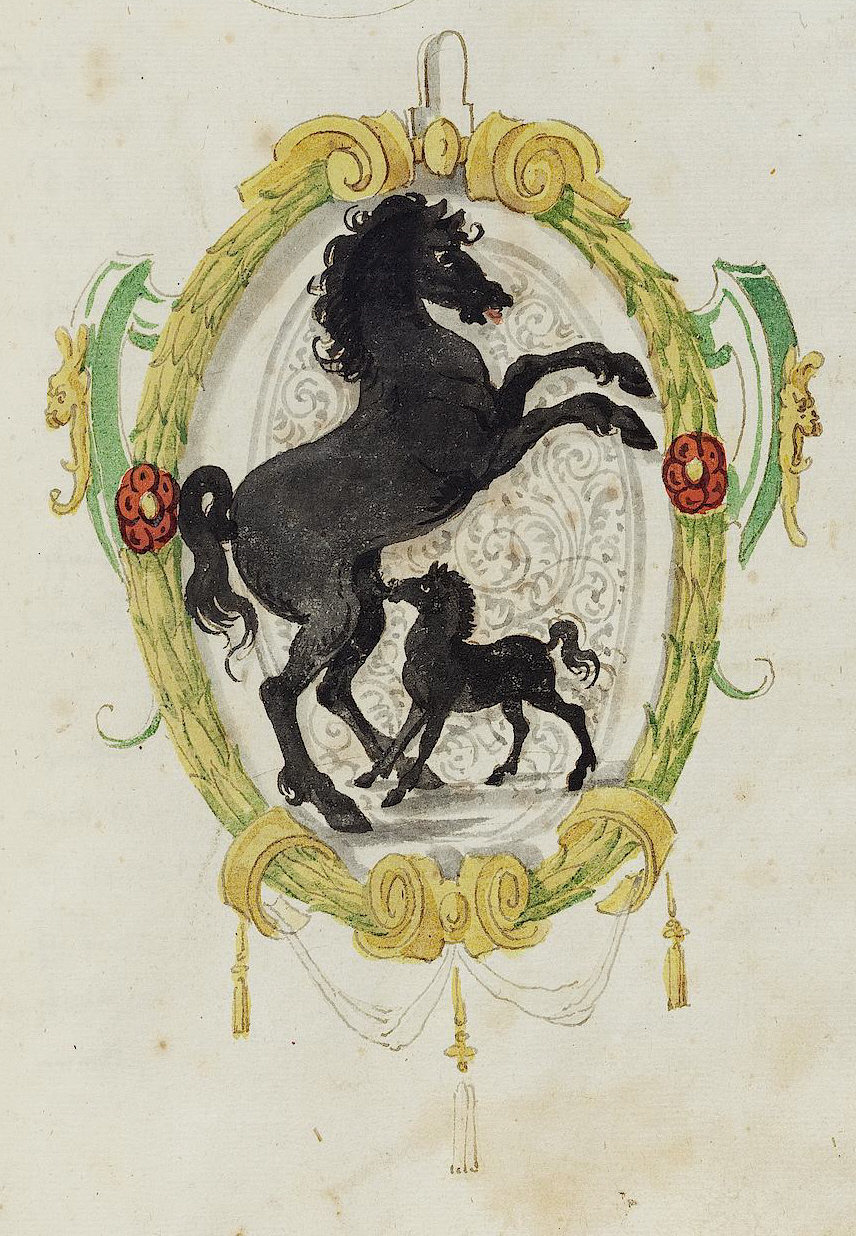
Wersja herbu z dwoma końmi w Chorographia Württemberg (1591)
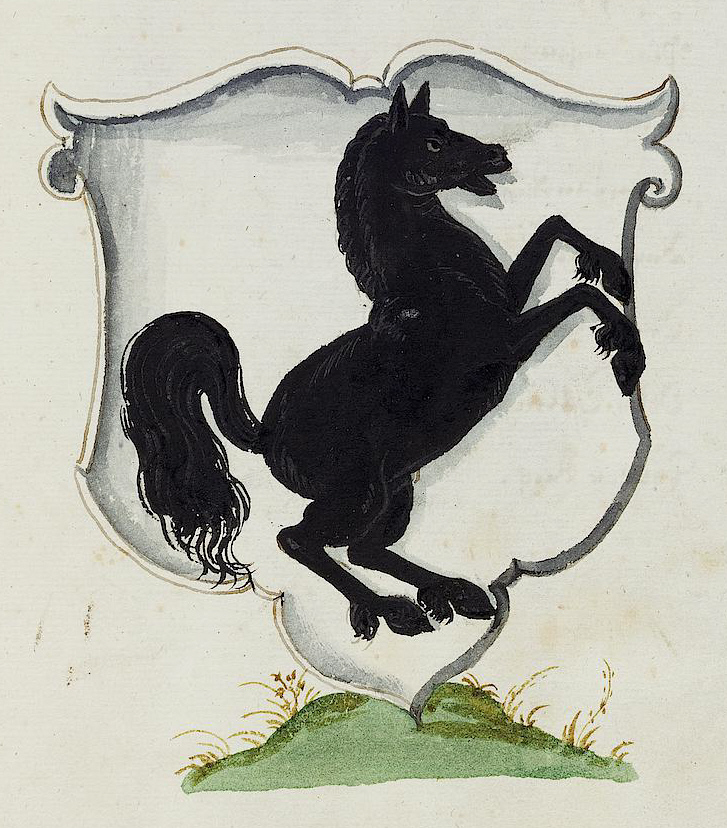
Wersja herbu z jednym w Chorographia Württemberg (1591)
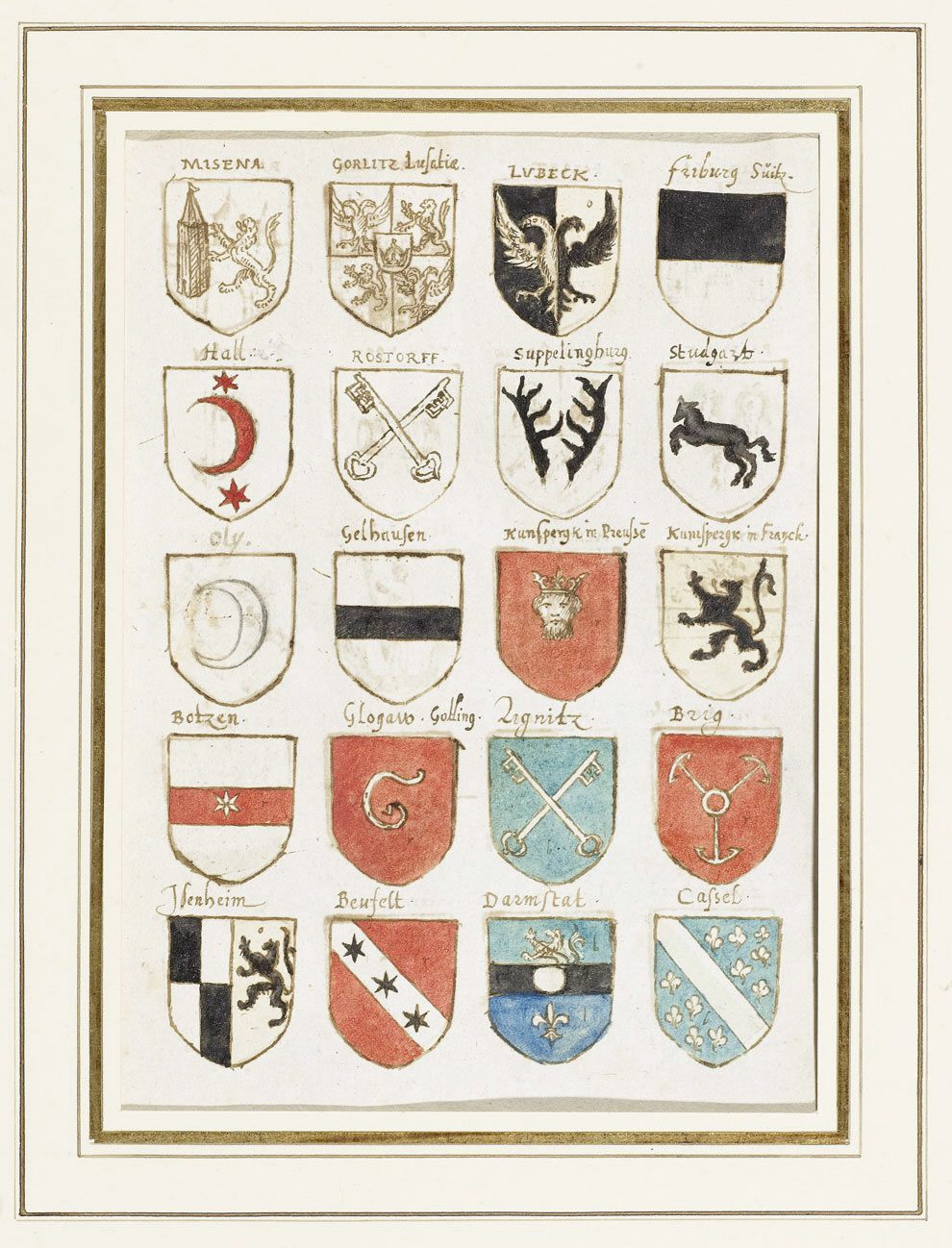
Tablica z herbami miast, herb Stuttgartu 1. z prawej w 2. rzędzie z białym polem (około 1550)
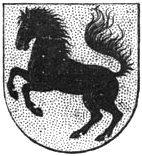
Herb w Meyers Konversationslexikon (około 1889)
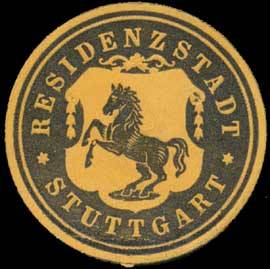
Zalepka(inne języki) z herbem (XIX-XX w.)
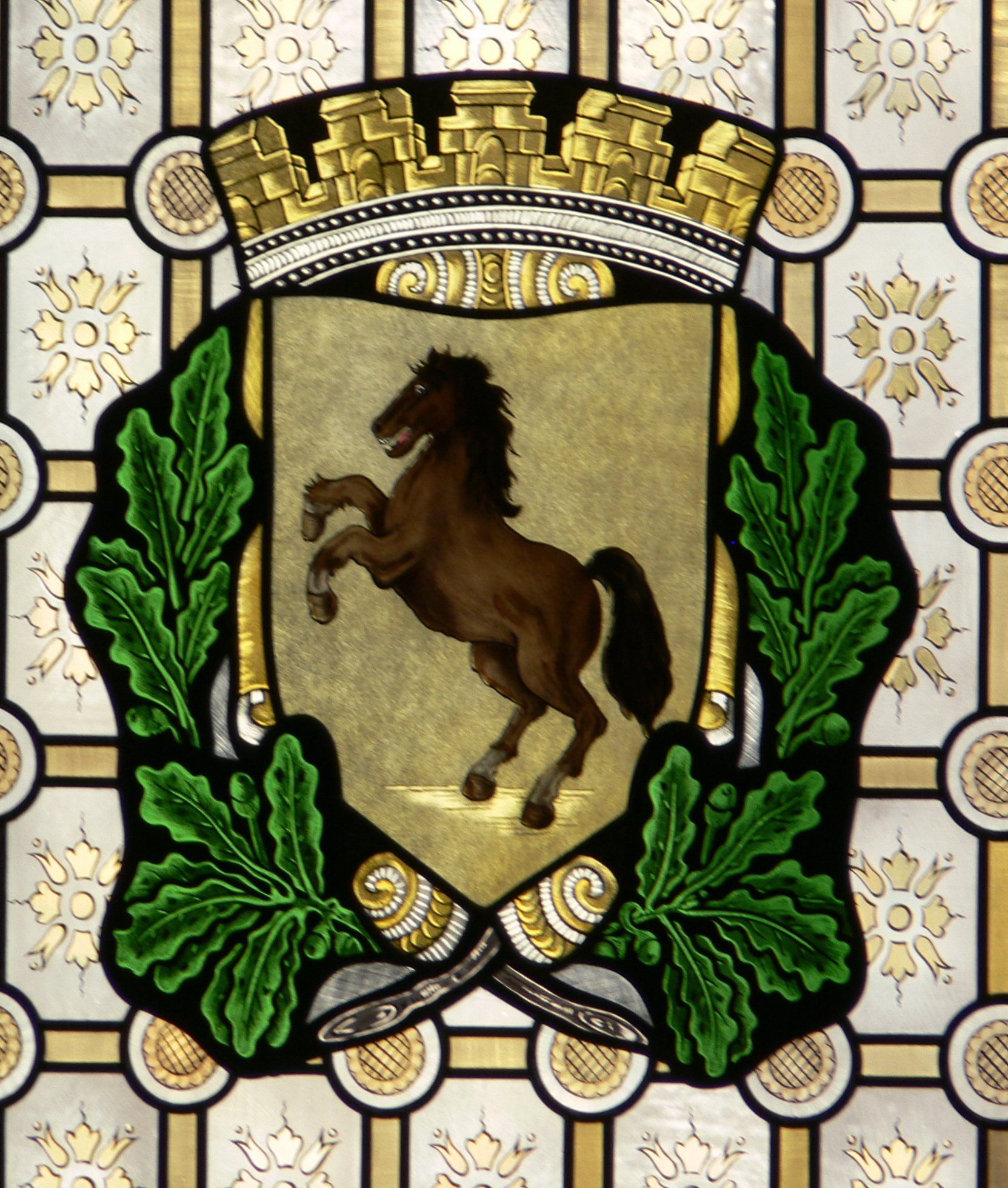
Herb zwieńczony corona muralis na witrażu Aleksandra Linnemanna w sądzie w Lipsku (przed 1903)
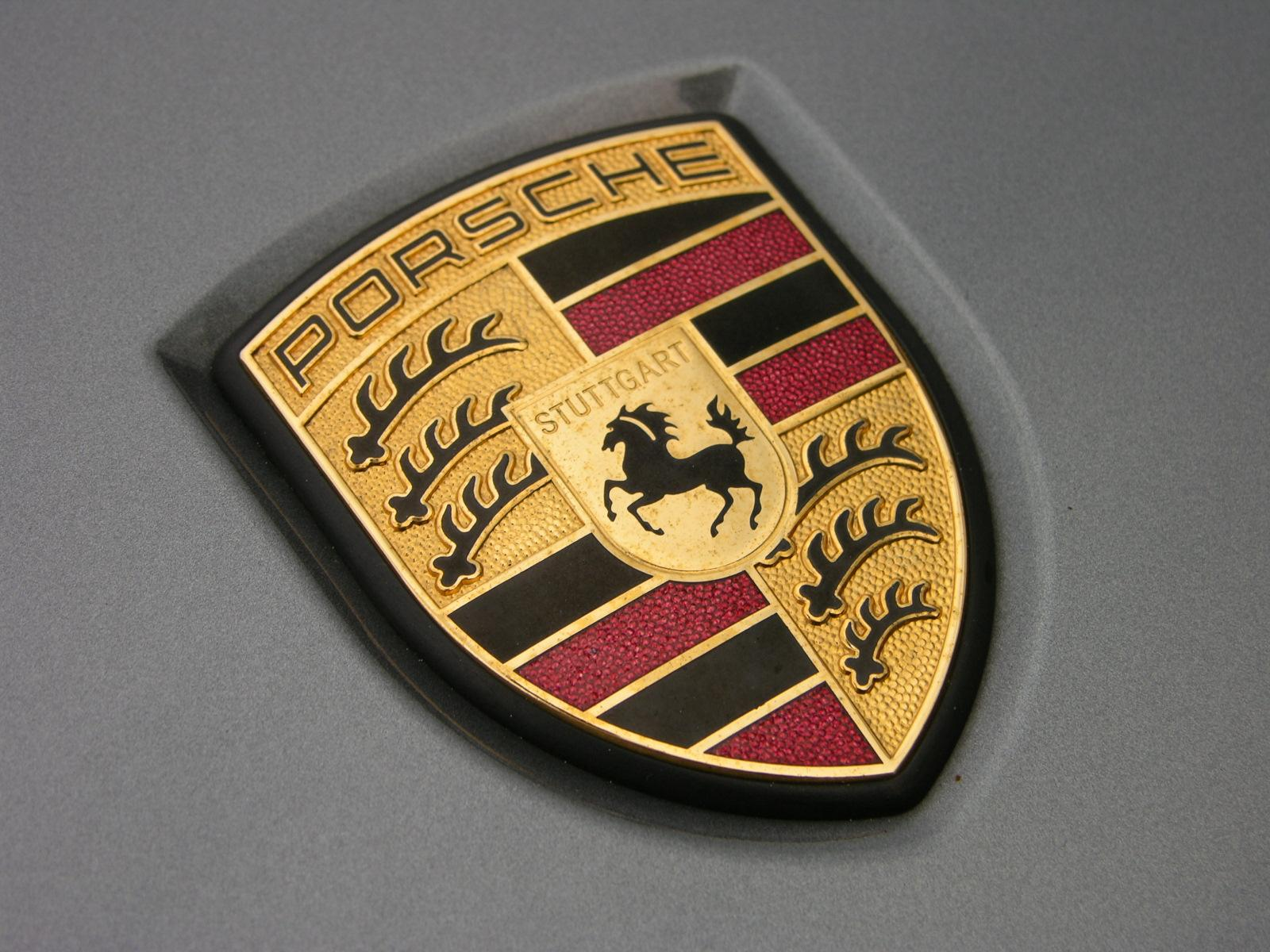
Logo Porsche z herbem Stuttgartu (2008)